# Pomnik Ofiar Komunizmu w Łodzi
Pomnik Ofiar Komunizmu – pierwszy w Polsce, znajdujący się w Łodzi  pomnik upamiętniający ofiary reżimu komunistycznego w latach 1918–1989.

## Historia
12 grudnia 2009 r. odsłonięto pomnik w alei Karola Anstadta w Łodzi przed budynkiem w którym podczas II wojny światowej znajdowało się Gestapo, w latach 1945–1956 – Wojewódzki Urząd Bezpieczeństwa Publicznego (SB), a obecnie XII Liceum Ogólnokształcące. Monument poświęcony pamięci m.in. mieszkańców dawnych Kresów Wschodnich, ofiarom bolszewickiej inwazji 1919–1920, ofiarom zbrodni katyńskiej, ofiarom pacyfikacji protestów robotniczych na Wybrzeżu Grudzień 1970, działaczom „Solidarności” i ofiarom stanu wojennego 1981–1983 pozbawionym życia, więzionym i represjonowanym.
Autorem pomnika jest rzeźbiarz Wojciech Gryniewicz.
Budowę pomnika zainicjowano 17 września 2008 roku, w 69. rocznicę agresji Związku Radzieckiego, wmurowując akt erekcyjny. Pomnik kosztujący 550 tys. zł, częściowo sfinansował (kwotą blisko 57 tys. zł) społeczny komitet budowy pomnika, który m.in. sprzedawał cegiełki i zbierał datki do puszek. Jednym z ofiarodawców był prezydent Lech Kaczyński.
Jednym z pomysłodawców budowy pomnika był – zmarły w kwietniu 2008 roku – senator Andrzej Ostoja-Owsiany, działacz opozycji demokratycznej w PRL, polityk i samorządowiec.
W odsłonięciu pomnika miał wziąć udział prezydent Lech Kaczyński, lecz na skutek problemów zdrowotnych wystosował on jedynie list odczytany w czasie uroczystości. Na odsłonięcie pomnika przybyli zastępca szefa Kancelarii Prezydenta RP Jacek Sasin, metropolita łódzki abp Władysław Ziółek, prezydent Łodzi Jerzy Kropiwnicki.

## Zdjęcia z uroczystości odsłonięcia pomnika

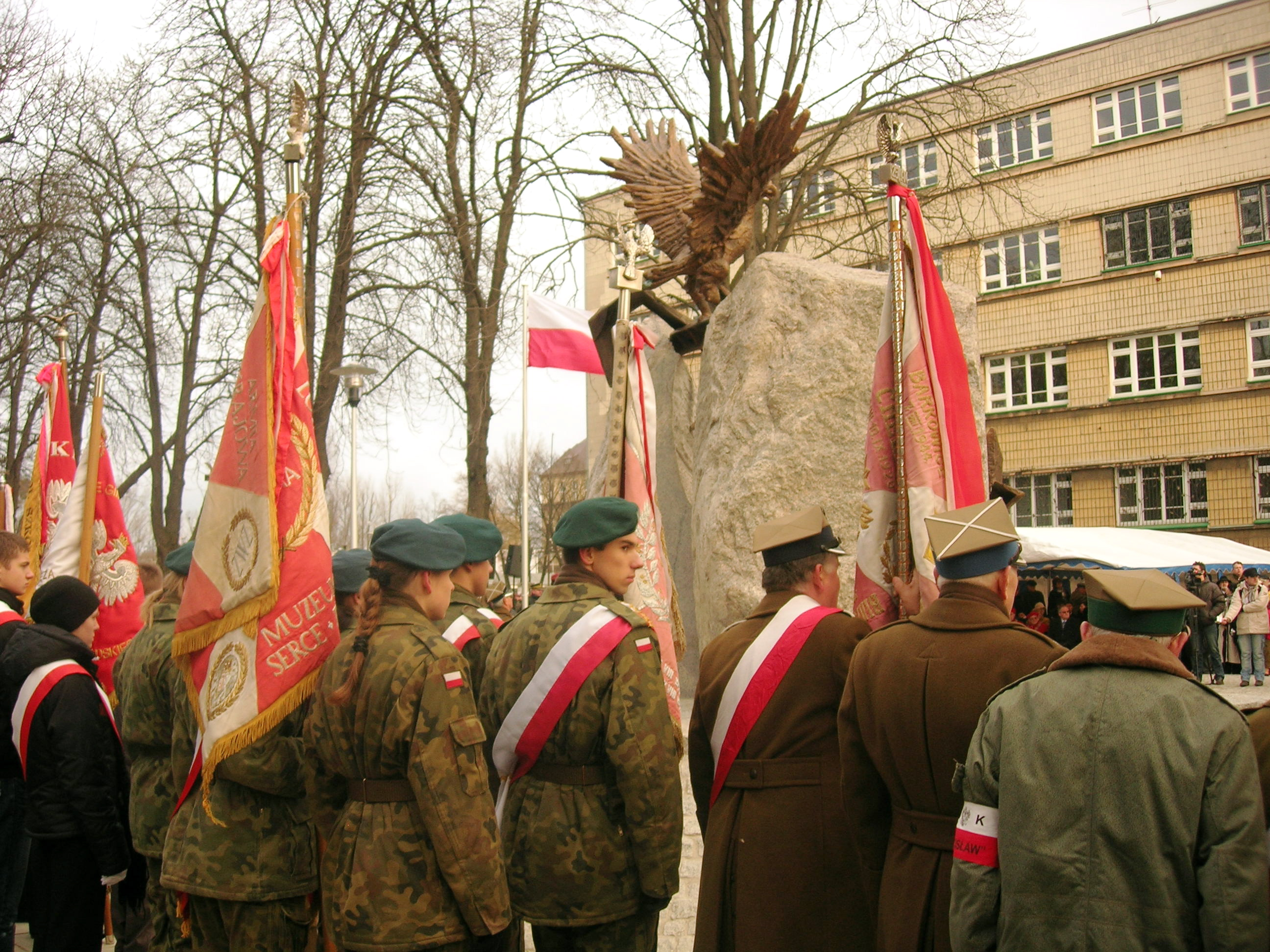
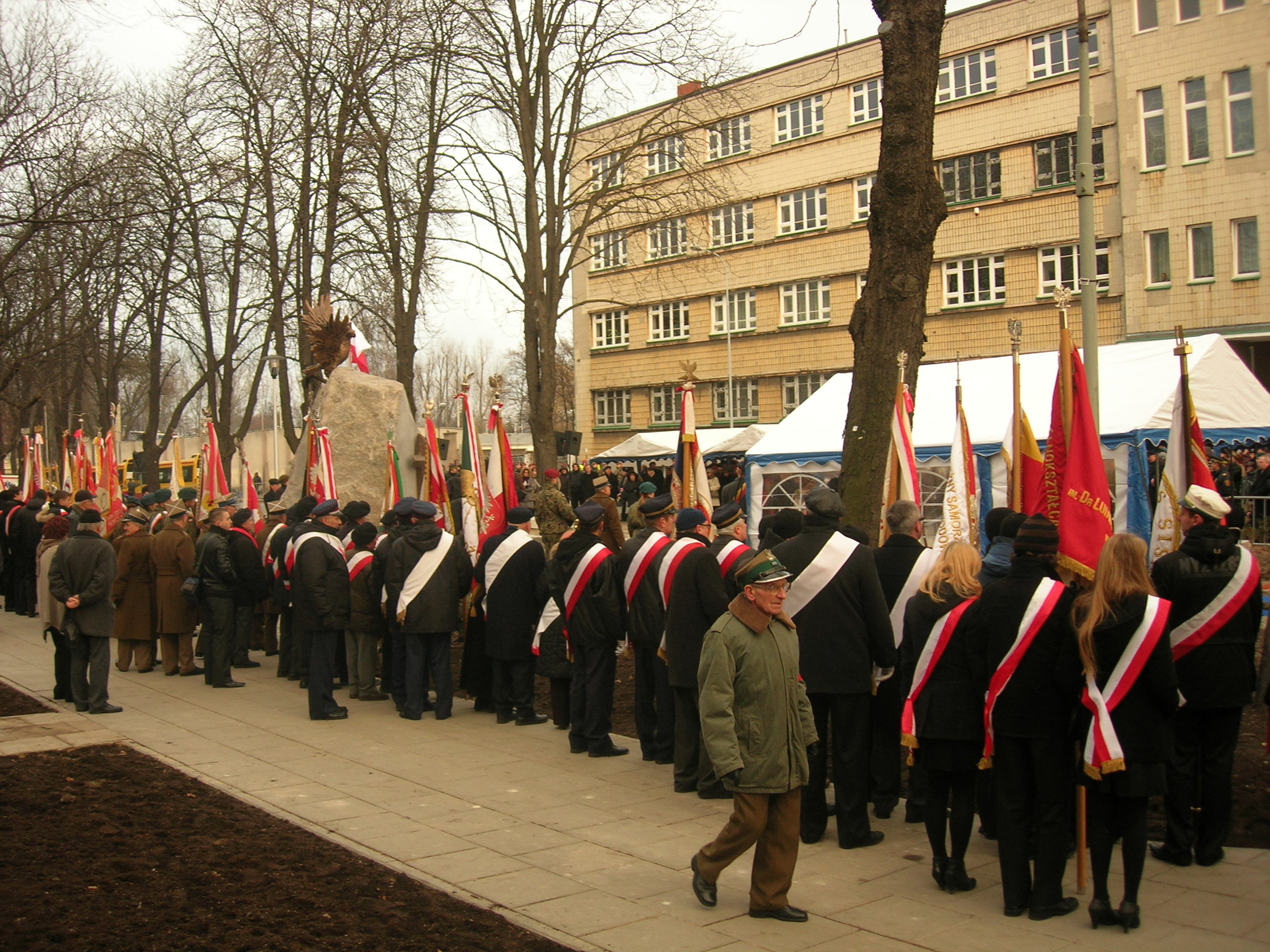
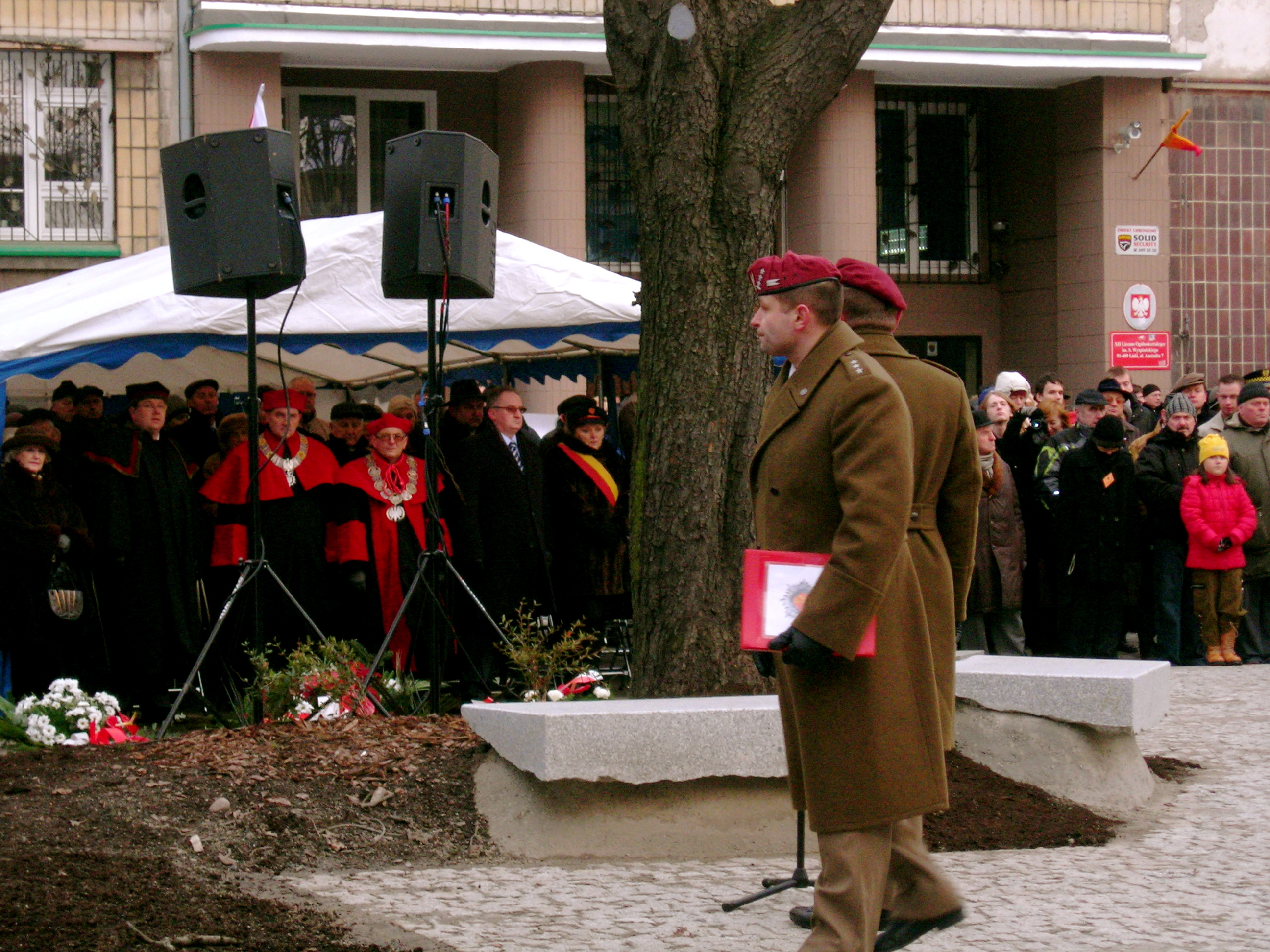
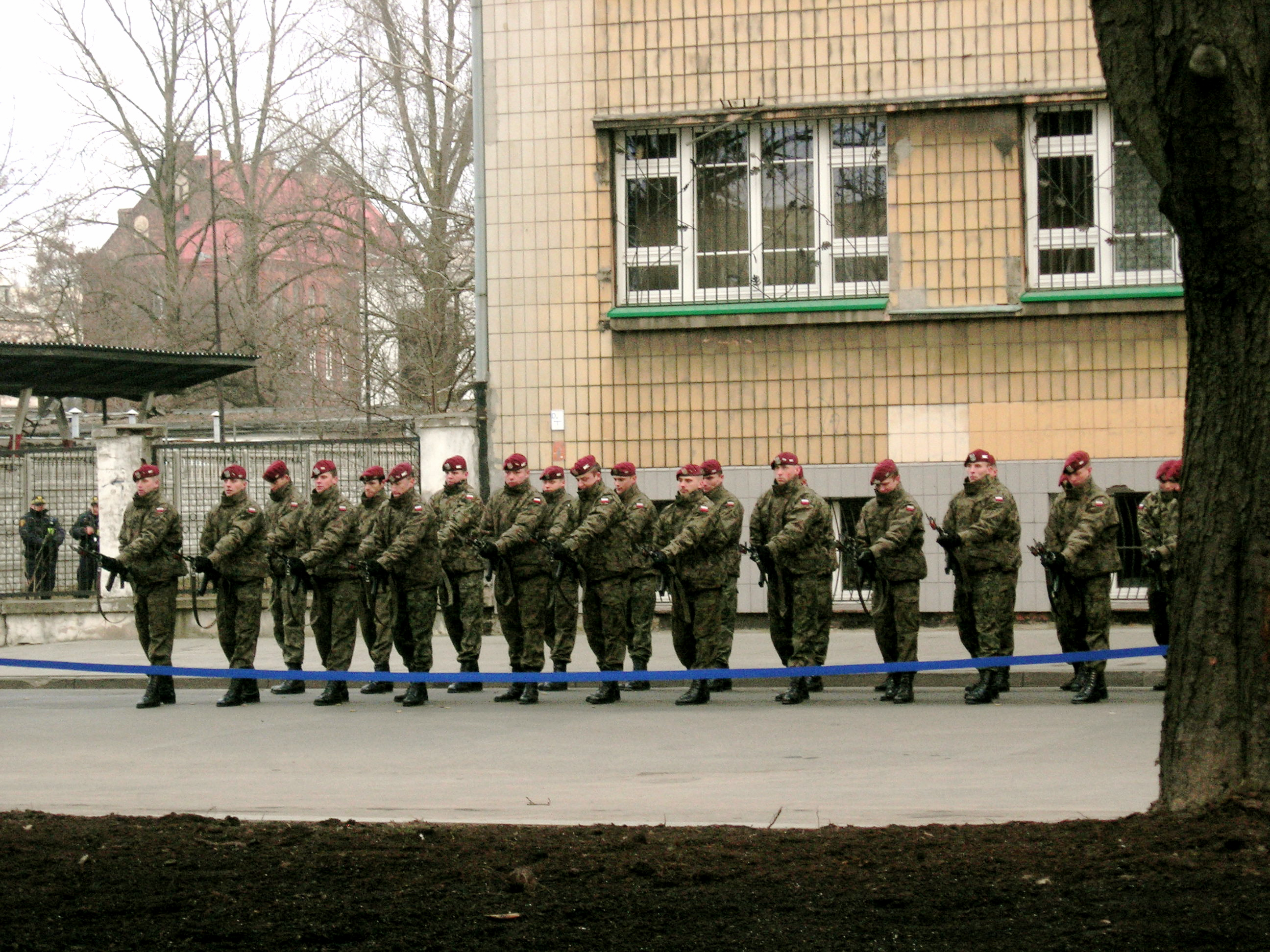
salwa honorowa
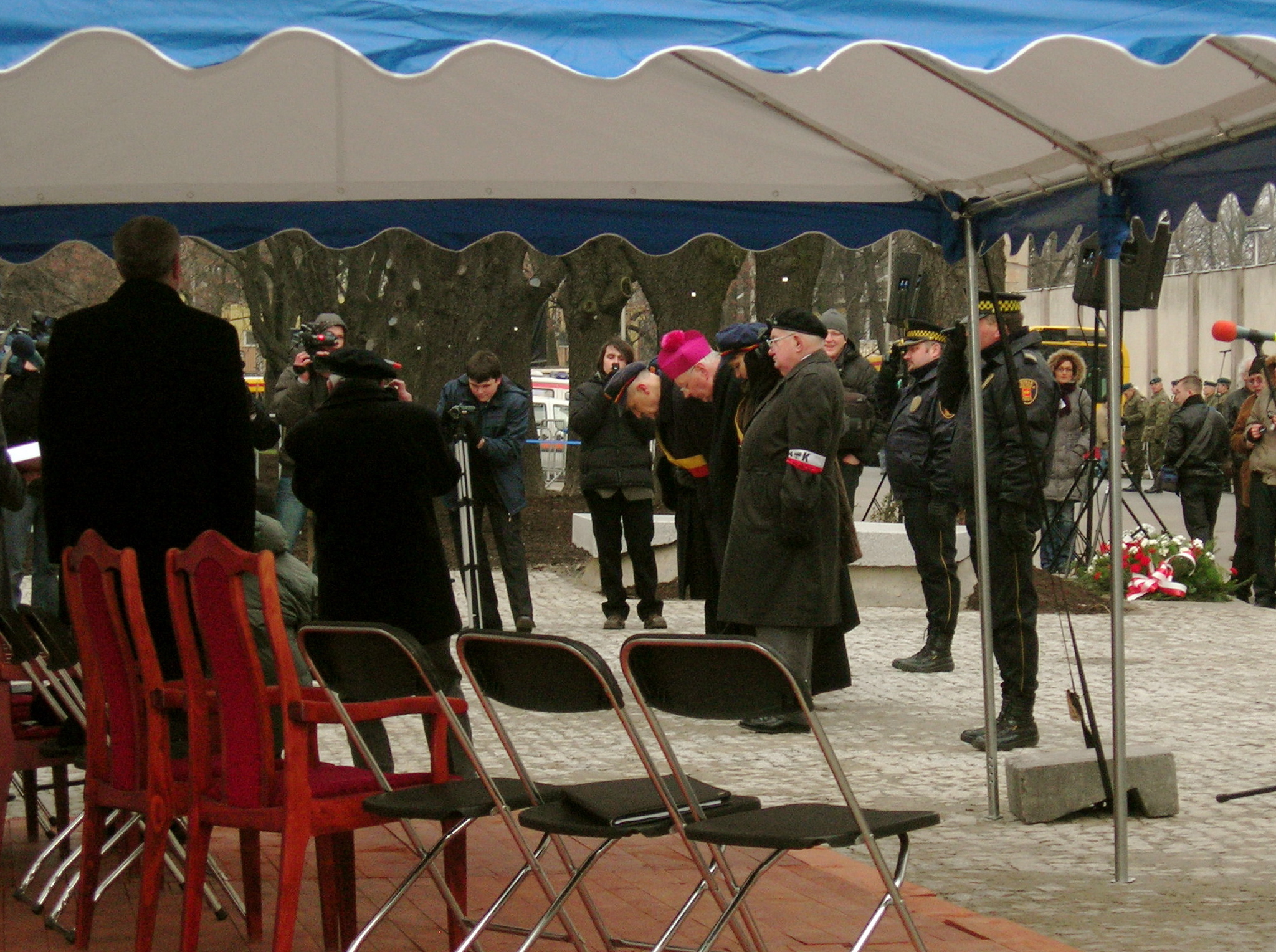
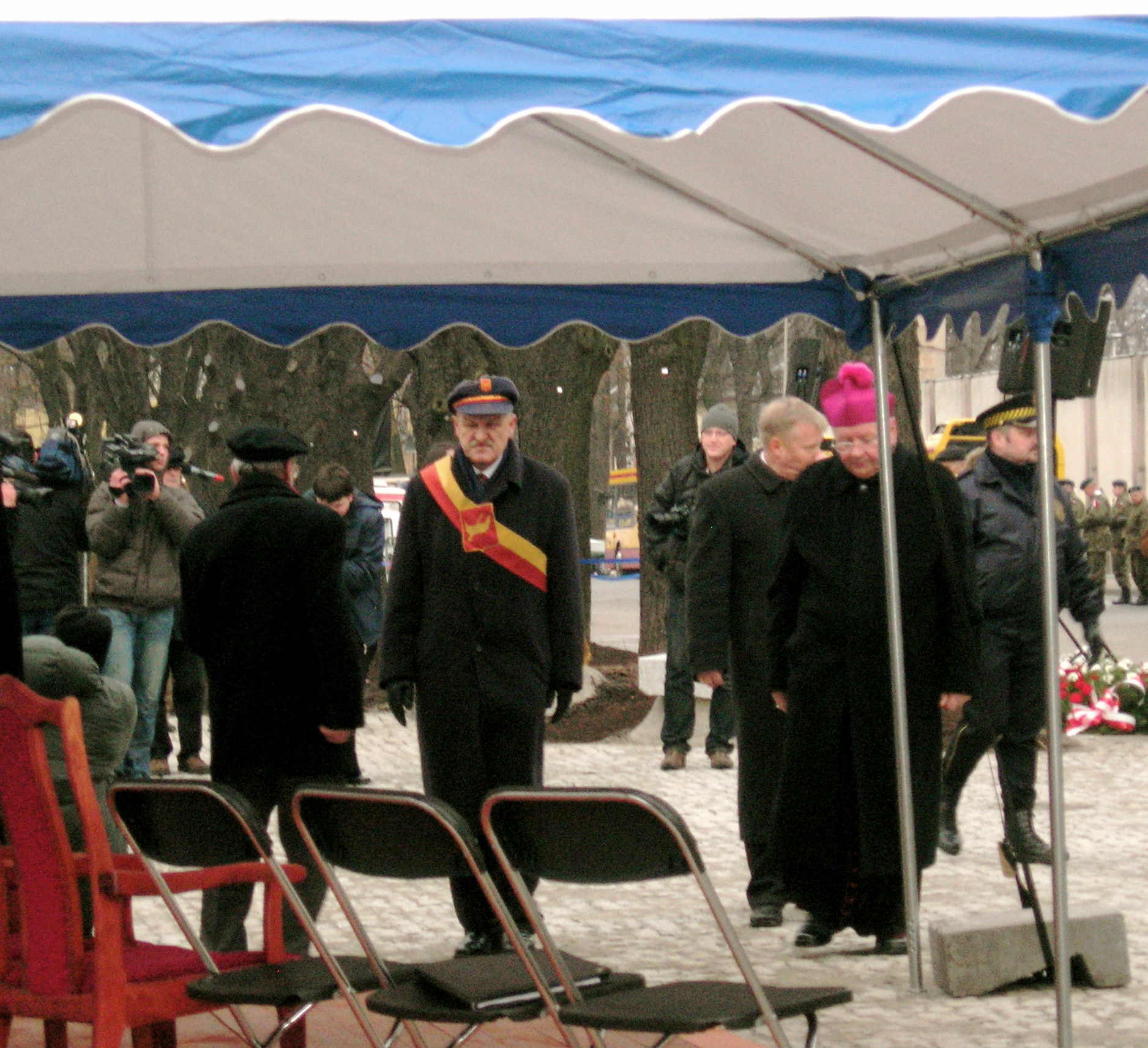
metropolita łódzki abp Władysław Ziółek, prezydent Łodzi Jerzy Kropiwnicki
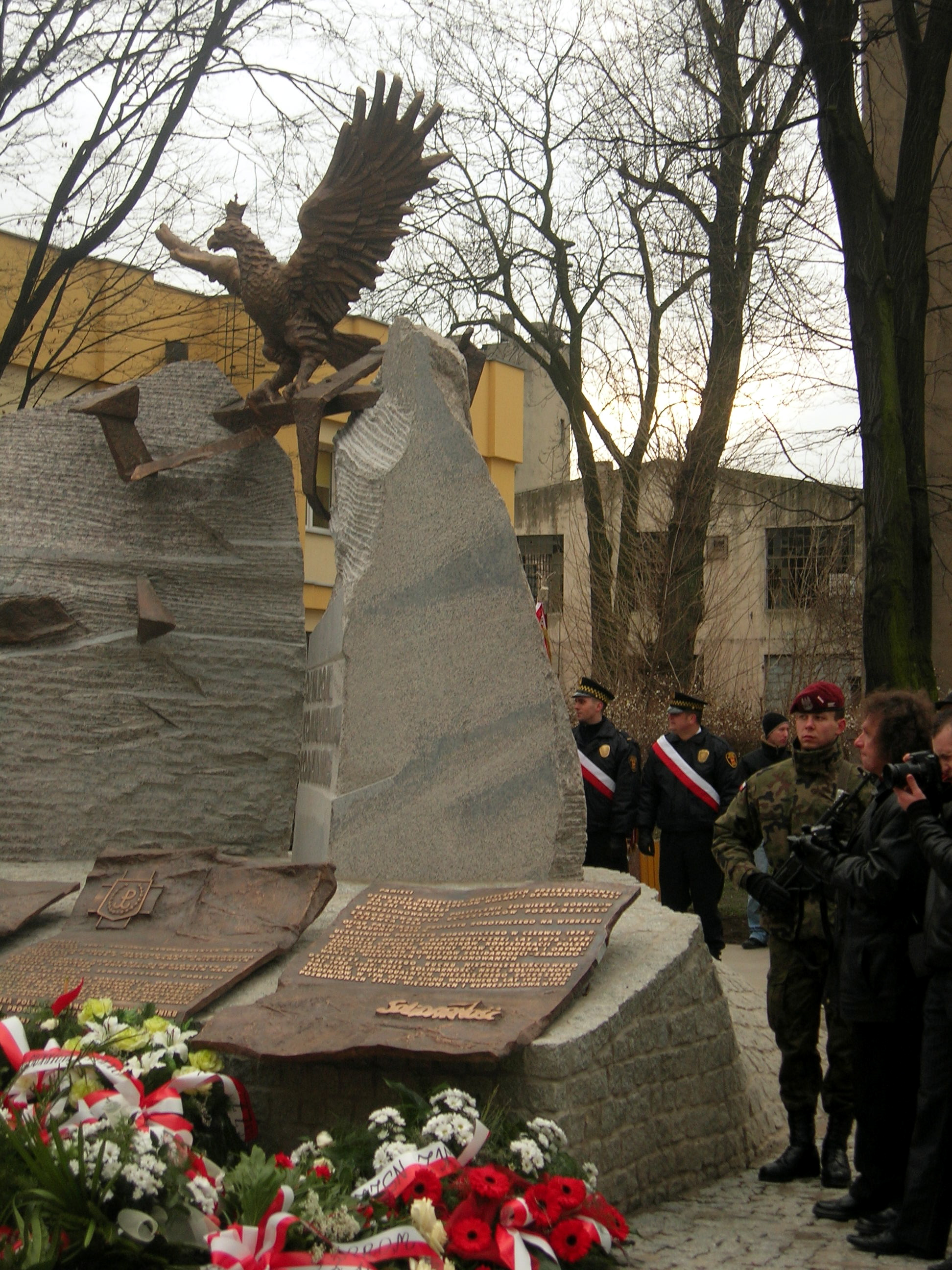
Pomnik Ofiar Komunizmu
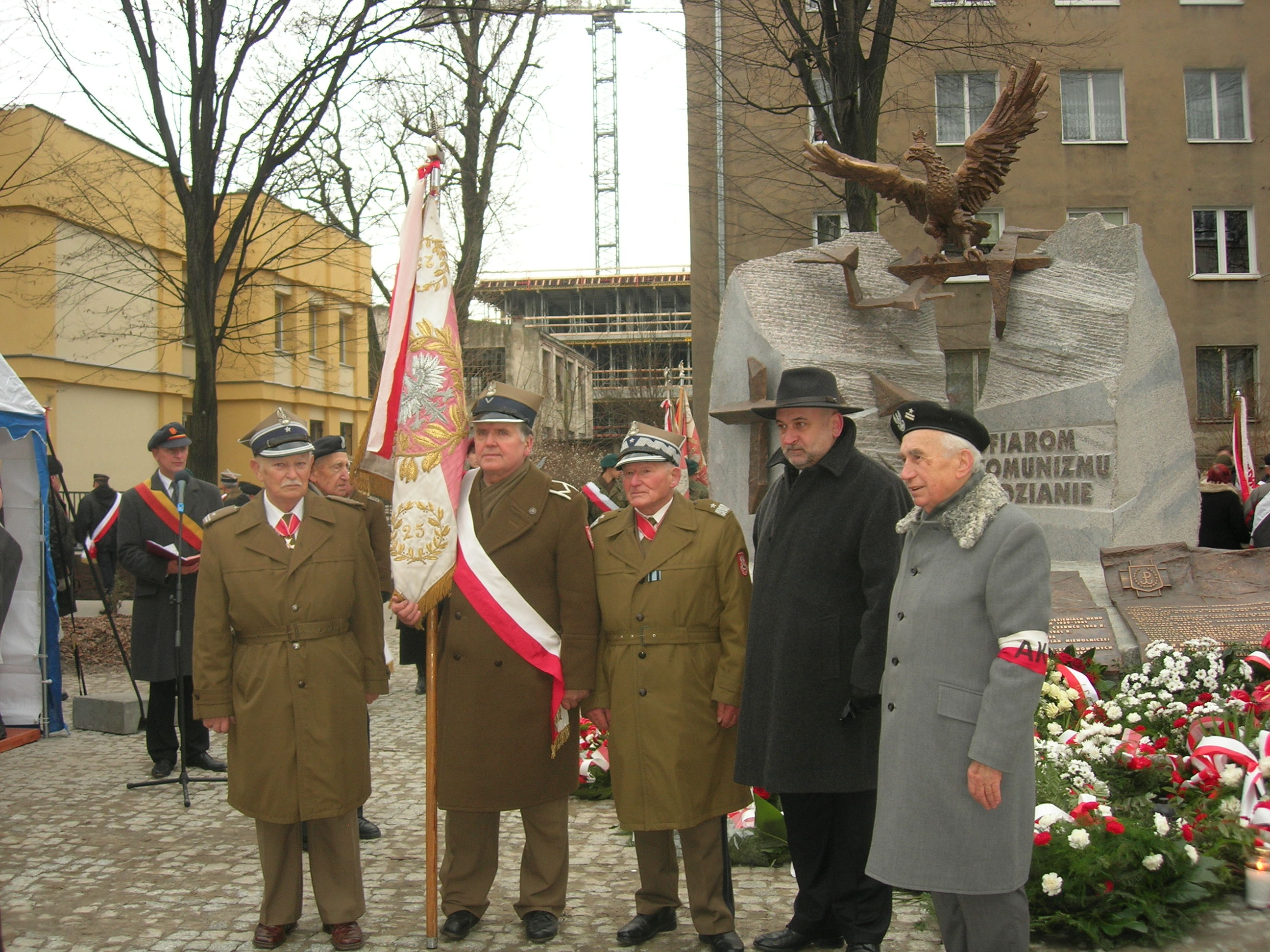
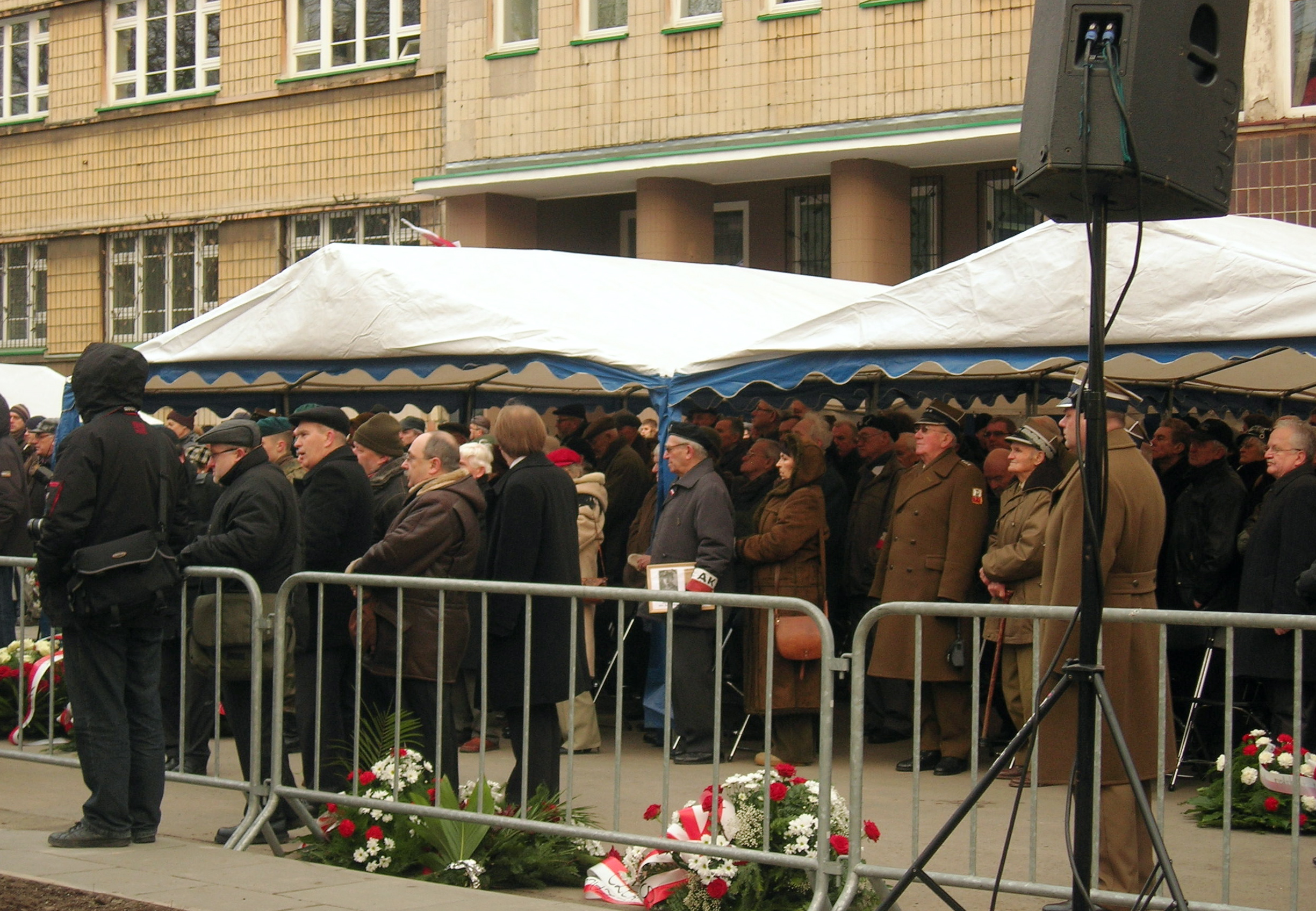
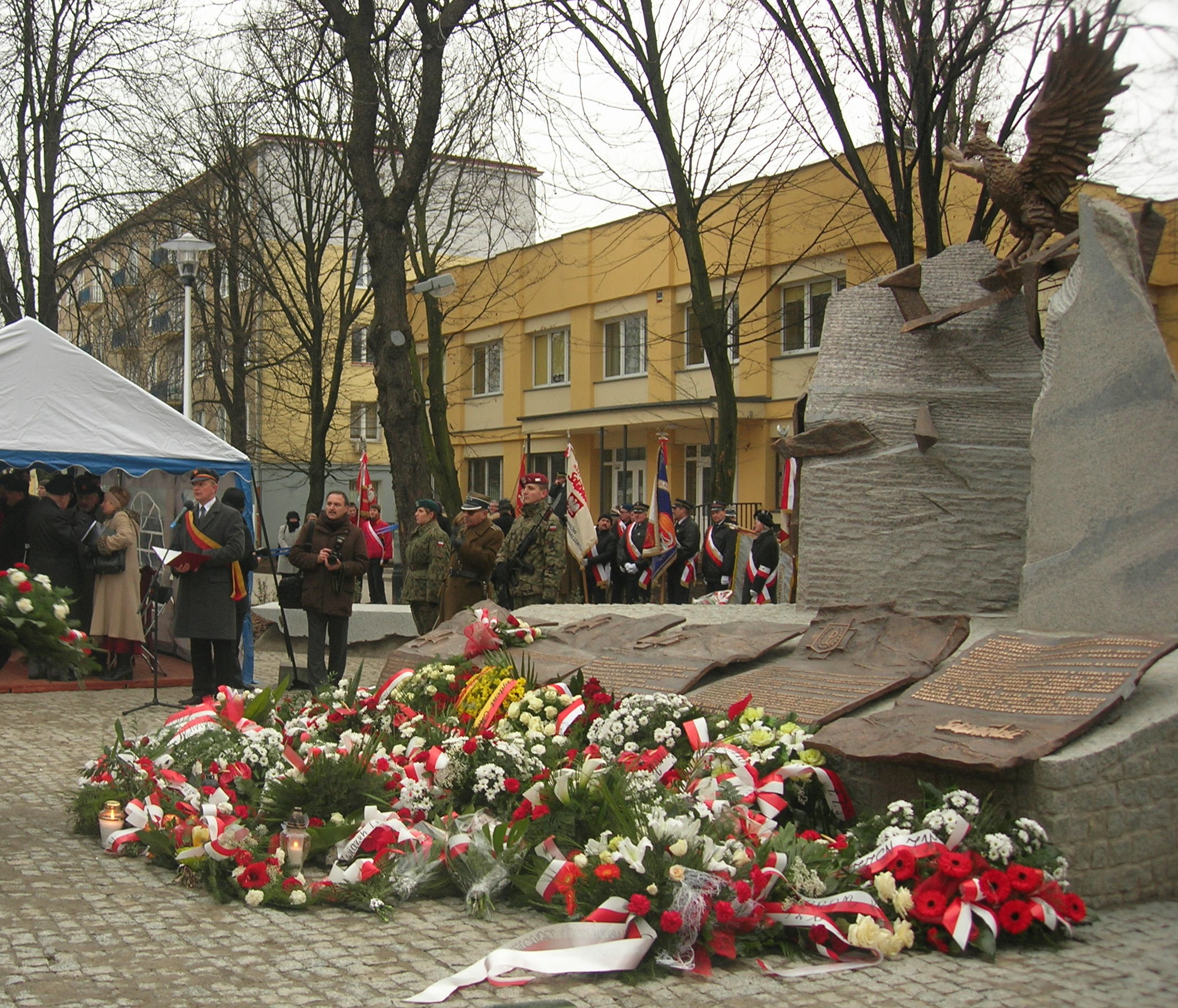
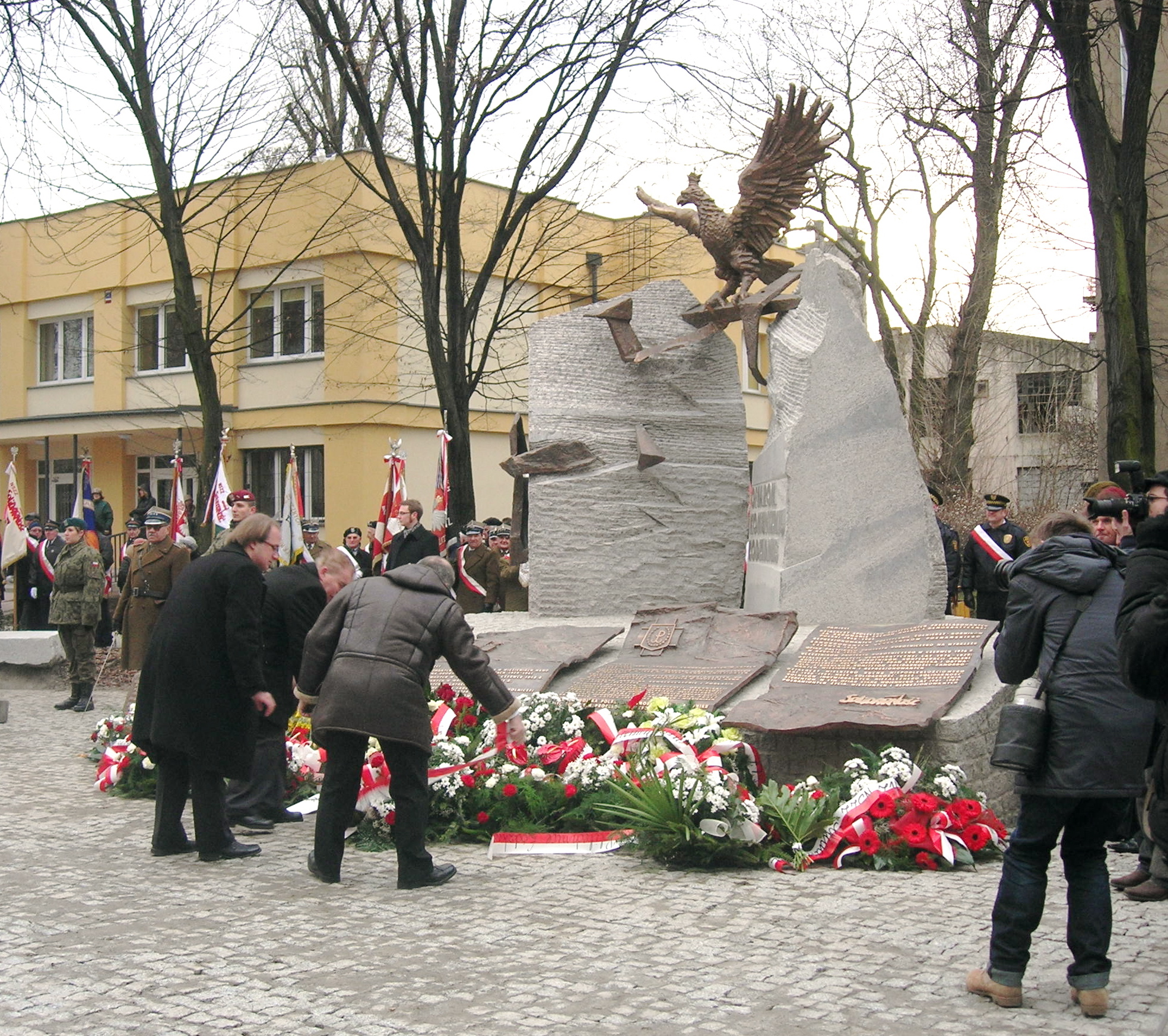
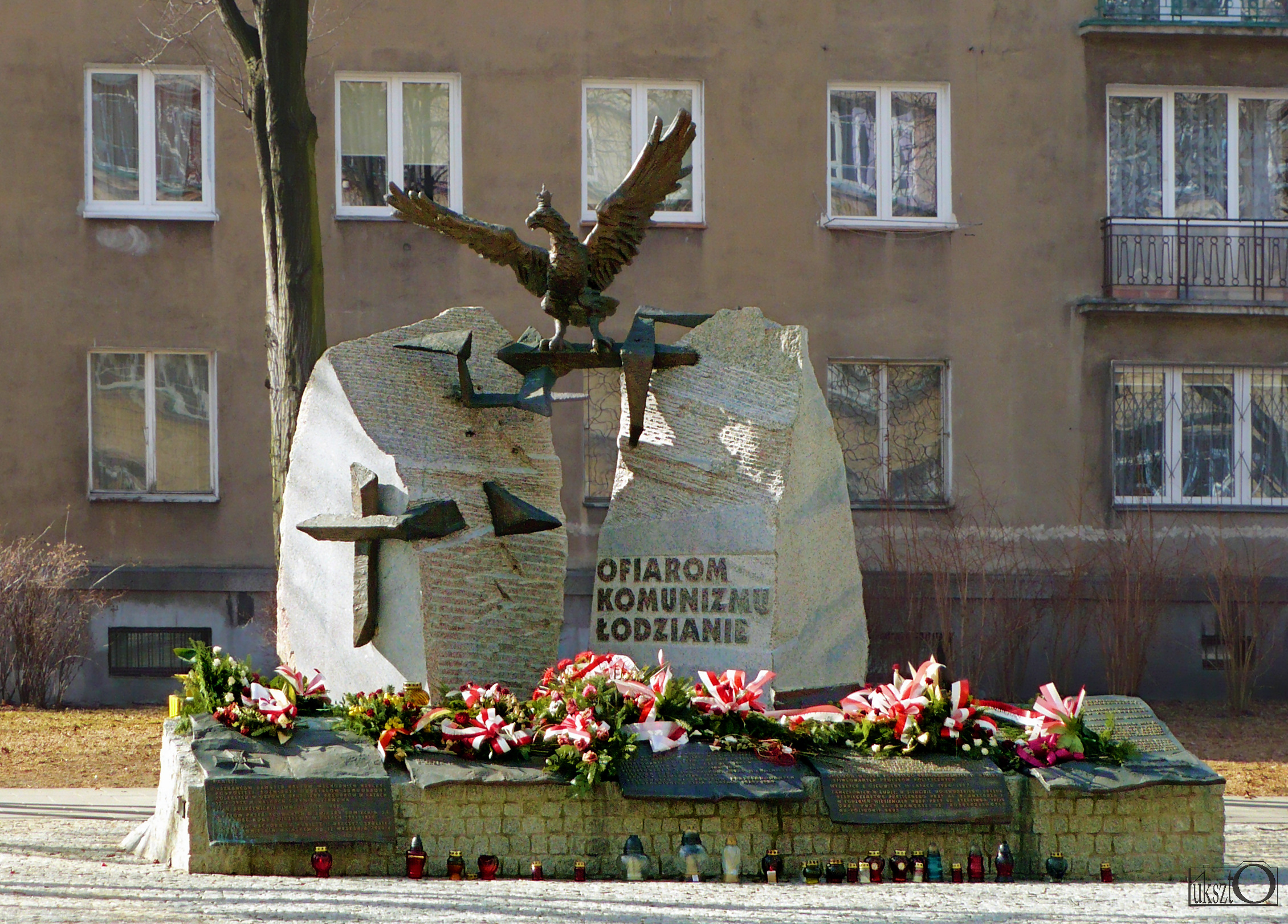